# 常陸岡田駅
常陸岡田駅（ひたちおかだえき）は、茨城県常陸太田市岡田町にあった日立電鉄日立電鉄線の駅（廃駅）である。

## 歴史
- 1929年（昭和4年）7月3日：常北電気鉄道久慈（後の久慈浜） - 常北太田間延伸に伴い開業。
- 1944年（昭和19年）7月31日：会社合併に伴い日立電鉄線の駅となる。
- 1956年（昭和31年）：併合閉塞化に伴い早朝深夜帯に限り駅員無配置とする。
- 1957年（昭和32年）4月18日：当駅の常北太田寄りに変電所を設置。
- 1967年（昭和42年）4月：無人化。
- 1969年（昭和44年）4月16日：駅舎を撤去。
- 1981年（昭和56年）3月28日：駐輪場を設置。
- 2005年（平成17年）4月1日：日立電鉄線の廃線に伴い廃止。

## 駅構造
相対式ホーム2面2線を有する地上駅であった。廃止時には旅客のみを扱ったがそれ以前は貨物の取り扱いもあり、貨物設備の跡が駅の近くの線路際に残っていた。木造の駅舎は1969年（昭和44年）に撤去され、ホームと上屋のみが駅の施設となっていた。駅舎の跡地は駅前に残っていた。
開設当初は直営駅であったが、1967年（昭和42年）に無人化され、以後廃止まで無人駅であった。廃止まで自動券売機は設置されなかったが、乗車駅証明書発行機は設置され、白地に紫二条（縁まで塗っていない）の証明書が発行された。
当駅の駅名標では名所の紹介がされず、バッタの絵が描かれていた。当駅の常北太田寄りに変電所が置かれていた。

## 駅周辺
田園地帯の中にあるまとまった小集落に位置した。
- 常陸太田工業団地
- 国道293号

## 隣の駅
日立電鉄
日立電鉄線
小沢駅 - 常陸岡田駅 - 川中子駅